# Fred Gil
Fred Gil, Frederico Gil (ur. 24 marca 1985 w Lizbonie) – portugalski tenisista, reprezentant w Pucharze Davisa.

## Kariera tenisowa
Status profesjonalisty uzyskał w roku 2003. Karierę zaczynał startując w turniejach rangi ITF Futures w Hiszpanii i Portugalii, odnosząc sukcesy. W 2004 roku zadebiutował w Pucharze Davisa, gdzie wygrał z Tunezyjczykiem Haithem Abidem.
W turniejach rangi ATP World Tour zadebiutował w sezonie 2006 podczas imprezy w Estoril. W I rundzie pokonał wtedy Hiszpana Davida Luque'a w trzech setach, w drugiej wygrał z Dmitrijem Tursunowem w tym samym stosunku setów. W 1/4 finału przegrał z 4. zawodnikiem rankingu – Argentyńczykiem Davidem Nalbandianem. Tegoż samego roku wygrał swój pierwszy turniej rangi ATP Challenger Tour, we włoskim Sassuolo.
Debiut w eliminacjach do zawodów wielkiego szlema Gil zaliczył podczas kwalifikacji do Rolanda Garrosa w 2007 roku. We wrześniu 2007 roku wygrał swój drugi turniej kategorii ATP Challenger Tour, na kortach w Sewilli.
W roku 2008 awansował do ćwierćfinału turnieju w Estoril, pokonując Nicolasa Mahuta oraz João Sousę; przegrał z liderem światowego rankingu ATP Rogerem Federerem. W maju zakwalifikował się do Rolanda Garrosa, jednak przegrał w I rundzie turnieju głównego z Jérémym Chardym. W czerwcu ponownie wygrał rozgrywki ATP Challenger Tour w Sassuolo oraz przeszedł eliminacje do Wimbledonu, jednak w I rundzie ponownie został wyeliminowany przez Chardy’ego. W sierpniu wygrał turniej ATP Challenger Tour w Stambule oraz wystąpił, bez konieczności rozgrywania kwalifikacji, w US Open, lecz przegrał w I rundzie z Chardym.
W lutym 2009 roku osiągnął półfinały turniejów ATP World Tour w Johannesburgu (porażka z Jo-Wilfriedem Tsongą) oraz Costa do Sauipe (porażka z Thomazem Belluccim). W kwietniu osiągnął ćwierćfinał turnieju w Casablance. Przez dalszą część sezonu wystąpił w Rolandzie Garrosie, Wimbledonie oraz US Open, jednak za każdym razem przegrywał w I rundzie. Pod koniec września zwyciężył w zawodach ATP Challenger Tour w Neapolu, gdzie w finale pokonał Potito Starace.
W roku 2010 po raz pierwszy zagrał w Australian Open, lecz odpadł w I rundzie po porażce z Davidem Ferrerem. W maju doszedł do finału turnieju ATP World Tour w Estoril, eliminując m.in. Guillermo Garcíę Lópeza. Pojedynek finałowy przegrał z Albertem Montañésem 2:6, 7:6(4), 5:7. W połowie czerwca zwyciężył w rozgrywkach ATP Challenger Tour w Mediolanie. Mecz o tytuł rozstrzygnął na swoją korzyść, wygrywając z Máximo Gonzálezem.
W kwietniu 2011 roku Gil po raz pierwszy osiągnął ćwierćfinał rozgrywek kategorii ATP World Tour Masters 1000, na ziemnych kortach w Monte Carlo. Przechodząc najpierw eliminacje pokonał w turnieju głównym m.in. będącego w czołowej „dziesiątce” rankingu, Gaëla Monfilsa. Spotkanie o awans do półfinału przegrał z Andym Murrayem.
W 2012 roku w parze z Danielem Gimeno-Traverem wygrał turniej w Viña del Mar, pokonując w finale debel Andújar–Berlocq 1:6, 7:5, 12-10.
Najwyżej sklasyfikowany w rankingu singlistów był w kwietniu 2011 roku na 62. miejscu.

### Finały w turniejach ATP World Tour
| Legenda                     |
| Wielki Szlem                |
| ATP World Tour Finals       |
| ATP World Tour Masters 1000 |
| Igrzyska olimpijskie        |
| ATP World Tour 500          |
| ATP World Tour 250          |

#### Gra pojedyncza (0–1)
| Końcowy wynik | Nr | Data        | Turniej | Nawierzchnia | Przeciwnik      | Wynik finału     |
| ------------- | -- | ----------- | ------- | ------------ | --------------- | ---------------- |
| Finalista     | 1. | 9 maja 2010 | Estoril | Ceglana      | Albert Montañés | 2:6, 7:6(4), 5:7 |

#### Gra podwójna (1–0)
| Końcowy wynik | Nr | Data          | Turniej      | Nawierzchnia | Partner              | Przeciwnicy                  | Wynik finału    |
| ------------- | -- | ------------- | ------------ | ------------ | -------------------- | ---------------------------- | --------------- |
| Zwycięzca     | 1. | 5 lutego 2012 | Viña del Mar | Ceglana      | Daniel Gimeno-Traver | Pablo Andújar Carlos Berlocq | 1:6, 7:5, 12–10 |